# Джаннат
Джа́ннат (араб. جنّات‎ —  сады‎, جنّة — сад) — в исламской эсхатологии: райский сад, в котором после Судного дня (киямат) будут вечно пребывать праведники. Для обозначения рая также употребляются слова ан-на’им («благодать»), аль-фирдаус («рай») и другие.
В Коране и сунне пророка Мухаммеда даётся описание рая, его уровней и особенностей. В Коране упоминаются названия 4 садов и рек. Для праведников в раю уготована еда, питьё, прохлада, покой, роскошные одежды, вечно в раю . Однако вершиной райских благ будет возможность «лицезрения Аллаха». Праведники, попавшие в рай, будут в возрасте 33 лет. В раю будет существовать супружеская жизнь, но, по мнению некоторых богословов, дети рождаться не будут. Кораническое описание рая породило несколько богословских проблем, среди которых вопросы сотворённости рая и возможности «лицезрения Аллаха».
Тем, которые уверовали в знамения Аллаха, повиновались Ему и предались Ему, ۝ будет сказано в День воскресения почтительно: «Войдите в рай, ликуя, вы и ваши жёны, где ваши лица будут сияющими от счастья». ۝ Когда они войдут в рай, их будут обносить золотыми блюдами и чашами с разной едой и напитками. Им в раю уготовано всё, что пожелают души и что усладит очи. И чтобы их радость была полной, им будет сказано: «В этом блаженстве вы пребудете вечно!» ۝ И чтобы они чувствовали полную милость, им скажут: «Это и есть рай, в который вы вошли в воздаяние за ваши добрые деяния в земной жизни. ۝ В раю для вас — изобилие фруктов разных видов и сортов, которыми вы будете наслаждаться».
الَّذِينَ آمَنُوا بِآيَاتِنَا وَكَانُوا مُسْلِمِينَ
ادْخُلُوا الْجَنَّةَ أَنْتُمْ وَأَزْوَاجُكُمْ تُحْبَرُونَ
يُطَافُ عَلَيْهِمْ بِصِحَافٍ مِنْ ذَهَبٍ وَأَكْوَابٍ ۖ وَفِيهَا مَا تَشْتَهِيهِ الْأَنْفُسُ وَتَلَذُّ الْأَعْيُنُ ۖ وَأَنْتُمْ فِيهَا خَالِدُونَ
وَتِلْكَ الْجَنَّةُ الَّتِي أُورِثْتُمُوهَا بِمَا كُنْتُمْ تَعْمَلُونَ
لَكُمْ فِيهَا فَاكِهَةٌ كَثِيرَةٌ مِنْهَا تَأْكُلُونَ

## Этимология
Для обозначения рая употребляются слова джа́нна («сад»), ан-на’им («благодать»), аль-фирдаус («рай»), ’иллиюн («возвышенное») и т. д.
Арабское слово джанна означает «сад». Оно также употребляется во множественном числе — джаннат («сады»). Чаще всего оно употребляется в устойчивых словосочетаниях, объединяющих главные признаки коранического рая:
- «сады благодати» — джаннат ан-на‘им
- «эдемские сады» — джаннат ‘адн[2][3]
- «райские сады» — джаннат аль-фирдаус
- «сад вечности» — джаннат аль-хульд
- «сады пристанища» — джаннат аль-ма‘ва
- «сад возвышенный» — джаннатун ‘алия[4][5].

Для обозначения рая также используется слово дар — «обитель», точнее, «обитель праведников» в потустороннем мире (ахират). В Коране и сунне пророка Мухаммада в отношении рая употребляются следующие словосочетания:
- «обитель мира» — дар ас-салям
- «обитель богобоязненных» — дар аль-муттакин
- «обитель [вечного] пребывания» — дар аль-мукама[5].

## Описание рая
После Судного дня (киямат) верующие попадут в рай, а неверующие будут вечно гореть в аду. В раю люди будут вечно наслаждаться благами, уготованными им Аллахом. Главной наградой для обитателей рая будет созерцание Господа. Аллах создал рай и ад до сотворения творений, и они не будут уничтожены.. Рай охраняют ангелы во главе с ангелом, которого зовут Ридван.
Рай имеет огромные размеры и несколько уровней для различных категорий праведников. В нём будет ни холодно и ни жарко. Он создан из серебряных и золотых кирпичей с ароматным запахом мускуса. В хадисах упоминается райское дерево Туба и множество других деревьев, стволы которых состоят из золота. В Коране упоминаются деревья «тальх» (акация), «увешанное плодами» и «сидр» без обычных для них шипов. Венчает рай дерево «Сидрат аль-мунтаха» (Лотос крайнего предела).
Можно сказать, что исламская картина рая продолжает древневосточную традицию представлений о Последней жизни (ахират) с включением в него особенностей представления о высшем наслаждении, свойственное жителям пустыни. Параллели исламского образа рая можно найти в иудейских, христианских и древнемесопотамских текстах. В мекканский период образ рая был более эмоционален, в мединский — более конкретен. В мединских сурах появляются подробные описания райских рек, «чернооких» гурий и т. д.

### Райские сады и реки
Коранический рай — это тенистые сады с многочисленными источниками, каналами и прудами. В раю имеются 4 сада (‘Адн, Фирдаус, Ма‘ва и На‘им) и 4 реки (Сальсабиль, Тасним, Ма‘ин и Каусар).
Арабское слово ‘адн означает «эдем». ‘Адн — одно из самых прекрасных мест рая, в котором будут пребывать в вечном блаженстве пророки, шахиды и другие праведники. В предании говорится, что в садах адна праведники смогут созерцать Лик Аллаха. Одни толкователи Корана (аз-Замахшари, аль-Байдави) считали, что ‘адн — это название конкретного места в раю (город, дворец или река). Другие считали, что это название части райских садов или вообще весь рай.
На самом верхнем уровне находится Фирдаус, выше которого уже начинается Трон Аллаха (‘Арш). Иногда различные названия рая трактуются как названия разных его частей.
В райских реках текут вода, молоко, райское вино и мёд. Среди водоёмов особо выделяется Каусар, предназначенный специально для пророка Мухаммада, в который стекаются все райские реки.

### Райские блага
В исламском предании имеются сведения о том, что все обитатели рая получат то, что невозможно себе представить и описать словами. Исламские богословы (улемы) считают, что описания в Коране и сунне рая и ада отражают лишь приблизительные представления на уровне человеческих понятий, а их истинная сущность непостижима и будет прояснена только после Божьего Суда. Все представления о загробной жизни принимаются мусульманами к сведению, с оговоркой того, что истинная сущность всего этого известна только Аллаху.
Для праведников, пребывающих в раю, уготована еда, питьё, прохлада, покой, роскошные одежды, вечно молодые супруги из райских дев и из собственных жён. Любая еда, которую они пожелают, будет им дана. В числе угощений будут «плоды, и пальмы, и гранаты», а также райское вино, которое не будет пьянить. Испражнения будут выходить из людей посредством особого пота, подобного мускусу.
Коранические образы райских наслаждений широко использовались в проповеднических целях (дават). В современных проповедях ислама конкретная образность рая иногда переплетается с символическим толкованием, а выдвижение на первый план различных аспектов зависит от аудитории и задач. Критика ислама оперирует подобными образами в качестве доказательства безнравственности и грубости ислама.

### Лицезрение Аллаха
В Коране также упоминается лицезрение Аллаха: «Лица в тот день сияющие, на Господа их взирающие». Суннитские богословы (улемы) считают обязательным верить в то, что праведники увидят Аллаха в раю. В сборниках хадисов аль-Бухари, Муслима, Абу Давуда и ат-Тирмизи приводятся похожие версии хадиса, в котором говорится: «Вы будете видеть вашего Господа так, как вы видите луну, и никаких затруднений вам в этом не будет. И не будет никаких преград между Ним и вами». Возможность лицезрения Аллаха будет вершиной райских благ.

## Обитатели рая
В раю будут пребывать праведники в возрасте 33 лет. В раю они не будут испытывать никаких проблем и трудностей. Они не будут пустословить и грешить.
В раю будет существовать супружеская жизнь, но дети рождаться не будут. Райские дома подобны шатрам гигантской величины, сделанные из яхонта, жемчуга и других камней. Праведники будут одеты в одежды из шёлка, атласа и парчи. На них также будут украшения из золота.
Обитатели рая возлежат на «ложах расшитых», на «коврах разостланных». Им прислуживают «мальчики вечно юные», похожие на «рассыпанный жемчуг», которые будут обходить праведников «с сосудами из серебра и кубками хрусталя». В воздаяние за те дела, что они совершили, им будут даны в супруги (гурии) «черноокие, большеглазые, подобные жемчугу хранимому», «девственницы, мужа любящие, сверстницы», «черноокие, которых не коснулся до них ни человек, ни джинн».

## Богословские вопросы
Кораническое описание рая породило несколько богословских проблем, среди которых вопрос о его сотворённости и времени творения. Согласно распространённому суннитскому представлению, рай сотворён и существует, но основная часть райских наслаждений будет дарована только после Судного дня. Конкретная чувственность коранических описаний рая часто смущала исламских богословов. Некоторые из них ставили вопрос о возможности их символического толкования и рассуждали о преобладании интеллектуальных и духовных наслаждений над телесными.
В основы суннитского вероубеждения вошло положение, что главным наслаждением праведников в раю будет «лицезрение Аллаха». В отличие от суннитов, мутазилиты отрицали всякую возможность созерцать Бога, однако большинство суннитов подчёркивают реальность созерцания «лика Аллаха», не уточняя, как именно Аллах может выглядеть.